# Cultroribella lineata
Cultroribella lineata är en kvalsterart som beskrevs av Sandór Mahunka 1985. Cultroribella lineata ingår i släktet Cultroribella och familjen Astegistidae. Inga underarter finns listade i Catalogue of Life.